# Historischer Nationalpark Troja
Koordinaten: 39° 57′ 26″ N, 26° 14′ 19″ O

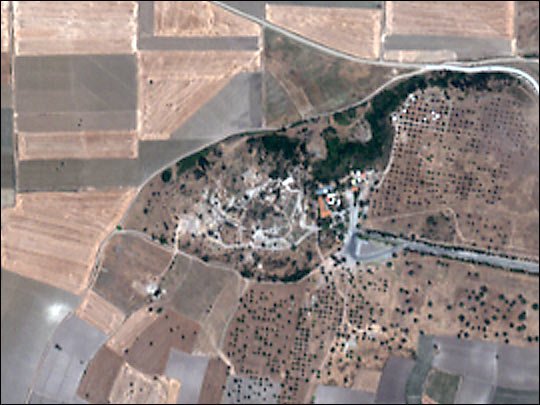
Luftbild von Troja

Der Historische Nationalpark Troja (Truva) (türkisch Troya Tarihi Milli Parkı) liegt in der türkischen Provinz Çanakkale an der Westküste Kleinasiens in der historischen Landschaft Troas.

## Lage
Der Nationalpark umfasst ein Gebiet von 13.350 ha in den Landkreisen Çanakkale und Ezine und reicht von der Ägäisküste bis zu den Dardanellen. Zum Areal des Parks gehören neben dem Hügel Hisarlık mit dem Burgberg von Troja auch zahlreiche archäologisch bedeutende Orte wie zum Beispiel  Sigeion, Rhoiteion, Aianteion, Kumkale, Sivritepe und Beşiktepe. Am nördlich gegenüberliegenden, europäischen Ufer liegt der Historische Nationalpark Gelibolu-Halbinsel.

## Geschichte
Die Ausgrabungsstätte von Troja stand als archäologisches Gebiet schon seit den ersten Grabungen in den Jahren 1869/1870 durch Heinrich Schliemann unter amtlichem Schutz. Als der deutsche Archäologe Manfred Korfmann 1988 mit neuen Forschungen, auch in der Umgebung, begann, kam bald der Wunsch auf, das Gebiet weiträumig unter Schutz zu stellen, um eine drohende Zerstörung der Landschaft durch Grundstücksspekulationen und Landwirtschaft zu verhindern. Bei den Bemühungen um die Errichtung eines Nationalparks wurde Korfmann auch von seinen türkischen Kollegen Bozkurt Güvenç, Halet Çambel und Mehmet Özdoğan unterstützt. Als sich nach 1990 infolge des Zusammenbruchs der Sowjetunion das Militär aus der Region zurückzog, nahm das Problem dramatische Formen an. Der Streit zwischen Archäologen und Spekulanten wurde vor allem in der deutschen Presse aufmerksam beobachtet. Am 30. September 1996 wurde das Gebiet schließlich durch Beschluss des Türkischen Ministerrats zum Historischen Nationalpark erklärt. Im Dezember 1998 wurde Troja in die Liste des UNESCO-Weltkulturerbes aufgenommen.